# AkzoNobel
La AkzoNobel è una multinazionale olandese, specializzata nella produzione di vernici e rivestimenti. È attiva in più di 80 paesi e conta circa 33.800 dipendenti. Nel 2019, primo anno fiscale successivo allo spin del settore chimico in Nouryon, le vendite hanno registrato circa 9.3 miliardi di euro.

## Storia
Nel 1969 si ha la formazione della AKZO. Con l'acquisizione di Astral da parte di Akzo, nel 1970, l'azienda olandese inizia una penetrazione del campo della produzione di vernici per incorporazioni progressive. La prima azienda storica a passare di mano, trovandosi già nel portafogli Astral, è la Vercolac di Milano. Negli anni settanta ed ottanta la AkzoNobel incorporerà altre imprese italiane della chimica, fra le quali la Tecnomax e Diosynth; di quest'ultima faceva parte anche la storica Nederlandsche Cocaïnefabriek.
Nel 1994, Akzo acquisisce le Nobel Industries assumendo la denominazione di Akzo Nobel, poi modificato in AkzoNobel.
Nel 2008 acquisisce ICI (Imperial Chemical Industries) rafforzando la propria posizione nella produzione di vernici e pitture.
Nel 2018, il settore chimico (Specialty Chemicals) è acquisito da una cordata di fondi di investimento e assume il nome di Nouryon.